# Lijst van schaatsrecords (langebaan)
Deze lijst van schaatsrecords is een overzicht van de huidige schaatsrecords (zowel nationaal als internationaal) op de verschillende wedstrijdonderdelen binnen de schaatssport.

## Erkenning van schaatsrecords
De officiële schaatsrecords op deze pagina zijn tijden die door de internationale schaatsunie ISU (wereldrecords) of nationale schaatsbonden (nationale records) zijn erkend. In enkele gevallen zijn er tijden gereden die sneller zijn dan deze records, maar deze tijden zijn ieder om hun eigen reden niet erkend als wereldrecord of nationaal record. Alle tijden sneller dan een wereldrecord worden getoond op de hoofdpagina en de ranglijstpagina van de desbetreffende schaatsdiscipline.
Op de lange afstanden voor senioren (3000 en 5000 meter voor vrouwen, 5000 en 10.000 meter voor mannen) en junioren (3000 meter voor vrouwen, 3000 en 5000 meter voor mannen) is er voor de erkenning van wereldrecords sprake van regels die niet voor de overige afstanden gelden: tijden die gereden zijn in kwartetstart kunnen worden erkend als wereldrecord. Tijden gereden in kwartetstart zijn in onderstaande tabellen met een lichtgele kleur gemarkeerd.
De nationale schaatsbonden volgen bij het vaststellen van nationale records veelal de regels van de ISU.
Naast de officieel erkende records worden er op deze pagina diverse andere records getoond. Dit betreft records op wedstrijdonderdelen die gedurende meerdere jaren in de schaatshistorie of met terugkerende regelmaat verreden zijn of worden, Europese records, of records op laaglandbanen, buitenbanen en laagland-buitenbanen. Deze records staan bekend als officieuze records. Ter onderscheiding van de officiële records zijn deze records in aparte rubrieken ondergebracht.

## Wereldrecords

### Mannen senioren
Officieel
| Afstand                                | Schaatser                                                | Nationaliteit    | Tijd     | Datum           | Baan           | Wedstrijd                 | Gemiddelde snelheid    | Rondetijden |
| -------------------------------------- | -------------------------------------------------------- | ---------------- | -------- | --------------- | -------------- | ------------------------- | ---------------------- | --- |
| 500 meter                              | Pavel Koelizjnikov                                       | Rusland          | 33,61    | 09-03-2019      | Salt Lake City | Wereldbeker               | 53,56 km/u             | 100m: 09,67 - (09,67) 500m: 33,61 - (23,94) |
| 1000 meter                             | Jordan Stolz                                             | Verenigde Staten | 1.05,37  | 26-01-2024      | Salt Lake City | Wereldbeker               | 55,07 km/u             | 200m: 0.16,12 - (16,12) 600m: 0,40,28 - (24,16) 1000m: 1.05,37 - (25,09) |
| 1500 meter                             | Kjeld Nuis                                               | Nederland        | 1.40,17  | 10-03-2019      | Salt Lake City | Wereldbeker               | 53,91 km/u             | 300m: 0.22,91 - (22,91) 700m: 0.47,18 - (24,27) 1100m: 1.12,38 - (25,20) 1500m: 1.40,17 - (27,79) |
| 3000 meter                             | Eskil Ervik                                              | Noorwegen        | 3.37,28  | 05-11-2005      | Calgary        | Olympic Oval Invitational | 49,71 km/u             | 200m: 0.18,75 - (18,75) 600m: 0.47,22 - (28,47) 1000m: 1.15,71 - (28,49) 1400m: 1.44,07 - (28,36) 1800m: 2.11,99 - (27,92) 2200m: 2.39,81 - (27,82) 2600m: 3.07,96 - (28,15) 3000m: 3.37,28 - (29,32) |
| 5000 meter                             | Nils van der Poel                                        | Zweden           | 6.01,56  | 03-12-2021      | Salt Lake City | Wereldbeker               | 49,81 km/u             | 200m: 0.20.17 - (20,17) 600m: 0.48.89 - (28,72) 1000m: 1.16.97 - (28,08) 1400m: 1.45.11 - (28,14) 1800m: 2.13.59 - (28,48) 2200m: 2.41.91 - (28,32) 2600m: 3.10.25 - (28,34) 3000m: 3.38.65 - (28,40) 3400m: 4.07.14 - (28,49) 3800m: 4.35.60 - (28,46) 4200m: 5.04.29 - (28,69) 4600m: 5.32.93 - (28,64) 5000m: 6.01.56 - (28,63) |
| 10.000 meter                           | Davide Ghiotto                                           | Italië           | 12.25,69 | 25-01-2025      | Calgary        | Wereldbeker               | 47,78 km/u             | 400m: 33,19 - (33,19) 800m: 1.02,36 - (29,17) 1200m: 1.32,15 - (29,79) 1600m: 2.01,99 - (29,84) 2000m: 2.31,82 - (29,83) 2400m: 3.01,51 - (29,69) 2800m: 3.31,29 - (29,78) 3200m: 4.01,18 - (29,89) 3600m: 4.31,03 - (29,85) 4000m: 5.00,88 - (29,85) 4400m: 5.30,71 - (29,83) 4800m: 6.00,64 - (29,93) 5200m: 6.30,37 - (29,73) 5600m: 6.59,90 - (29,53) 6000m: 7.29,54 - (29,64) 6400m: 7.59,36 - (29,82) 6800m: 8.29,14 - (29,78) 7200m: 8.58,77 - (29,63) 7600m: 9.28,41 - (29,64) 8000m: 9.57,92 - (29,51) 8400m: 10.27,45 - (29,53) 8800m: 10.57,11 - (29,66) 9200m: 11.26,67 - (29,56) 9600m: 11.56,10 - (29,43) 10.000m: 12.25,69 - (29,59) |
| Achtervolging (8 ronden)               | Ethan Cepuran Casey Dawson Emery Lehman                  | Verenigde Staten | 3.33,66  | 27 januari 2024 | Salt Lake City | Wereldbeker               | 52,21 km/u (3098,88 m) | 0,5: 0.18,12 - (18,1) 1,0: 0.31,50 - (13,3) 1,5: 0.44,43 - (12,9) 2,0: 0.57,29 - (12,8) 2,5: 1.10,10 - (12,8) 3,0: 1.22,93 - (12,8) 3,5: 1.35,78 - (12,8) 4,0: 1.48,66 - (12,8) 4,5: 2.01,55 - (12,8) 5,0: 2.14,42 - (12,8) 5,5: 2.27,35 - (12,9) 6,0: 2.40,32 - (12,9) 6,5: 2.53,48 - (13,1) 7,0: 3.06,71 - (13,2) 7,5: 3.20,13 - (13,4) 8,0: 3.33,66 - (13,5) |
| Teamsprint (3 ronden)                  | Anders Johnson Antoine Gélinas-Beaulieu Laurent Dubreuil | Canada           | 1.17,17  | 15-02-2024      | Calgary        | WK Afstanden              | 54,21 km/u (1162,08 m) | 0,5: 16,44- (16,4) 1,0: 28,34 - (11,8) 1,5: 40,32 - (11,9) 2,0: 52,40 - (12,0) 2,5: 1.04,44 - (12,0) 3,0: 1.17,17 - (12,7 |
| 2×500 meter                            | Jenning de Boo                                           | Nederland        | 68,220   | 14-02-2025      | Heerenveen     | NK Afstanden 2025         | 52,70 km/u             | |
| (34,17 - 34,05)                        |                                                          |                  |          |                 |                |                           |                        | |
| Sprintvierkamp                         | Kai Verbij                                               | Nederland        | 136,065  | 25/26-02-2017   | Calgary        | WK sprint                 | 53,10 km/u             | |
| (34,48 - 1.06,73 - 34,25 - 1.07,94)    |                                                          |                  |          |                 |                |                           |                        | |
| Kleine vierkamp                        | Erben Wennemars                                          | Nederland        | 146,365  | 12/13-08-2005   | Calgary        | Summer Classic            | 47,96 km/u             | |
| (35,65 - 3.41,84 - 1.44,70 - 6.28,42)  |                                                          |                  |          |                 |                |                           |                        | |
| Grote vierkamp                         | Jordan Stolz                                             | USA              | 144,740  | 09/10-03-2024   | Inzell         | WK allround               | 49,74 km/u             | |
| (34,10 - 6.14,76 - 1.41,78 - 13.04,76) |                                                          |                  |          |                 |                |                           |                        | |

Officieus

De ISU erkent geen wereldrecords voor de 100 meter, de minivierkamp, de snelste ronde, het werelduurrecord en het 24-uurrecord voor mannen. 
 Deze records staan hier vermeld.
| 100 meter                             | Gao Tingyu       | China     | 9,35     | 08-02-2025    | Harbin    | Aziatische Winterspelen 2025 | 38,50 km/u |
| Minivierkamp                          | Martin Hersman   | Nederland | 146,863  | 10/11-08-2002 | Calgary   | Summer Classic               | 48,71 km/u |
| (37,37 - 1.47,54 - 1.11,69 - 3.46,81) |                  |           |          |               |           |                              |            |
| Snelste ronde                         | Jenning de Boo   | Nederland | 23,92    | 25-01-2025    | Calgary   | Wereldbeker schaatsen        | 60,20 km/u |
| Uurrecord                             | Erik Jan Kooiman | Nederland | 43.735m  | 09-12-2015    | Inzell    |                              | 43,74 km/u |
| 24 uur                                | Jochem Kerssies  | Nederland | 680.206m | 21/22-03-2025 | Groningen |                              | 28,34 km/u |

### Vrouwen senioren
Officieel
| Afstand                               | Schaatsster                             | Nationaliteit    | Tijd    | Datum         | Baan           | Wedstrijd         | Gemiddelde snelheid | Rondetijden |
| ------------------------------------- | --------------------------------------- | ---------------- | ------- | ------------- | -------------- | ----------------- | ------------------- | --- |
| 500 meter                             | Lee Sang-hwa                            | Zuid-Korea       | 36,36   | 16-11-2013    | Salt Lake City | Wereldbeker       | 49,50 km/u          | 100m: 10,09 - (10,09) 500m: 36,36 - (26,27) |
| 1000 meter                            | Brittany Bowe                           | Verenigde Staten | 1.11,61 | 09-03-2019    | Salt Lake City | Wereldbeker       | 50,27 km/u          | 200m: 0.17,57 - (17,57) 600m: 0.43,87 - (26,30) 1000m: 1.11,61 - (27,74) |
| 1500 meter                            | Miho Takagi                             | Japan            | 1.49,83 | 10-03-2019    | Salt Lake City | Wereldbeker       | 49,16 km/u          | 300m: 0.24,74 - (24,74) 700m: 0.51,69 - (26,95) 1100m: 1.19,66 - (27,97) 1500m: 1,49,83 - (30,17) |
| 3000 meter                            | Martina Sáblíková                       | Tsjechië         | 3.52,02 | 09-03-2019    | Salt Lake City | Wereldbeker       | 46,55 km/u          | 200m: 0.19,73 - (19,73) 600m: 0.48,83 - (29,10) 1000m: 1.18,88 - (30,05) 1400m: 1.49,09 - (30,21) 1800m: 2.19,45 - (30,36) 2200m: 2.49,87 - (30,42) 2600m: 3.20,68 - (30,81) 3000m: 3.52,02 - (31,34) |
| 5000 meter                            | Natalja Voronina                        | Rusland          | 6.39,02 | 15-02-2020    | Salt Lake City | WK afstanden      | 45,11 km/u          | 200m: 0.19,94 - (19,94) 600m: 0.50,05 - (30,11) 1000m: 1.20,71 - (30,66) 1400m: 1.51,86 - (31,15) 1800m: 2.23,28 - (31,42) 2200m: 2.54,37 - (31,09) 2600m: 3.25,88 - (31,51) 3000m: 3.57,66 - (31,78) 3400m: 4.29,66 - (32,00) 3800m: 5.01,71 - (32,05) 4200m: 5.34,26 - (32,55) 4600m: 6.06,54 - (32,28) 5000m: 6.39,02 - (32,48) |
| Achtervolging (6 ronden)              | Ayano Sato Miho Takagi Nana Takagi      | Japan            | 2.50,76 | 14-02-2020    | Salt Lake City | WK Afstanden      | 49,00 km/u          | 0,5: 18,12 - (18,1) 1,0: 31,70 - (13,5) 1,5: 45,06 - (13,3) 2,0: 58,61 - (13,5) 2,5: 1.12,30 - (13,6) 3,0: 1.26,20 - (13,9) 3,5: 1.40,02 - (13,8) 4,0: 1.53,81 - (13,7) 4,5: 2.07,84 - (14,0) 5,0: 2.21,94 - (14,1) 5,5: 2.36,21 - (14,2) 6,0: 2.50,76 - (14,5)                                                                    |
| Teamsprint (3 ronden)                 | Letitia de Jong Femke Kok Jutta Leerdam | Nederland        | 1.24,02 | 13-02-2020    | Salt Lake City | WK Afstanden 2020 | 49,79 km/u          | 0,5: 17,69 - (17,6) 1,0: 30,81 - (13,1) 1,5: 43,71 - (12,9) 2,0: 56,75 - (13,0) 2,5: 1.10,09 - (13,3) 3,0: 1.24,02 - (13,9) |
| 2×500 meter                           | Femke Kok                               | Nederland        | 73,970  | 15-02-2025    | Heerenveen     | NK Afstanden 2025 | 48,67 km/u          | |
| (37,00 - 36,97)                       |                                         |                  |         |               |                |                   |                     | |
| Sprintvierkamp                        | Nao Kodaira                             | Japan            | 146,390 | 25/26-02-2017 | Calgary        | WK sprint         | 49,26 km/u          | |
| (36,75 - 1.12,51 - 36,80 - 1.13,17)   |                                         |                  |         |               |                |                   |                     | |
| Minivierkamp                          | Joy Beune                               | Nederland        | 153,776 | 9/10-03-2018  | Salt Lake City | WK junioren       | 46,29 km/u          | |
| (38,69 - 1.54,21 - 1.14,21 - 3.59,47) |                                         |                  |         |               |                |                   |                     | |
| Kleine vierkamp                       | Cindy Klassen                           | Canada           | 154,580 | 18/19-03-2006 | Calgary        | WK allround       | 45,47 km/u          | |
| (37,51 - 3.53,34 - 1.51,85 - 6.48,97) |                                         |                  |         |               |                |                   |                     | |

Officieus

De ISU erkent geen wereldrecords voor de 100 meter, de 10.000 meter, de grote vierkamp, de snelste ronde, het werelduurrecord en het 24-uurrecord voor vrouwen. 
 Deze records staan hier vermeld.
| Afstand                                | Schaatser           | Nationaliteit | Tijd       | Datum         | Baan            | Wedstrijd          | Gemiddelde snelheid | Rondetijden |
| -------------------------------------- | ------------------- | ------------- | ---------- | ------------- | --------------- | ------------------ | ------------------- | --- |
| 100 meter                              | Jenny Wolf          | Duitsland     | 10,21      | 07-03-2009    | Salt Lake City  | Wereldbeker        | 35,26 km/u          | |
| 10.000 meter                           | Martina Sáblíková   | Tsjechië      | 13.48,33   | 15-03-2007    | Calgary         | Olympic Oval Final | 43,46 km/u          | 400m: 0.38,08 - (38,08) 800m: 1.11,25 - (33,17) 1200m: 1.44,23 - (32,98) 1600m: 2.17,85 - (33,62) 2000m: 2.51,25 - (33,40) 2400m: 3.24,45 - (33,20) 2800m: 3.57,75 - (33,30) 3200m: 4.30,91 - (33,16) 3600m: 5.04,16 - (33,25) 4000m: 5.37,57 - (33,41) 4400m: 6.10,51 - (32,94) 4800m: 6.43,75 - (33,24) 5200m: 7.17,01 - (33,26) 5600m: 7.50,04 - (33,03) 6000m: 8.22,91 - (32,87) 6400m: 8.56,02 - (33,11) 6800m: 9.28,65 - (32,63) 7200m: 10.01,48 - (32,89) 7600m: 10.34,27 - (32,79) 8000m: 11.06,96 - (32,69) 8400m: 11.39,59 - (32,63) 8800m: 12.12,28 - (32,69) 9200m: 12.44,64 - (32,36) 9600m: 13.16,67 - (32,03) 10.000m: 13.48,33 - (31,66) |
| Grote vierkamp                         | Suzanne Hoogendoorn | Nederland     | 178,843    | 24/25-03-2014 | Heerenveen      | STW Wageningen     | 39,37 km/u          | |
| (44,17 - 7.37,95 - 2.08,00 - 15.24,24) |                     |               |            |               |                 |                    |                     | |
| Snelste ronde                          | Zhang Hong          | China         | 25,94      | 20-11-2015    | Salt Lake City  | Wereldbeker        | 55,51 km/u          | |
| Uurrecord                              | Carien Kleibeuker   | Nederland     | 40.569,68m | 09-12-2015    | Inzell          |                    | 40,57 km/u          | |
| 24 uur                                 | Marja de Ridder     | Nederland     | 469.594m   | 01/02-03-1997 | Baselga di Pinè |                    | 19,57 km/u          | |

### Mannen junioren
Officieel
| 500 meter                             | Jordan Stolz                                                                  | Verenigde Staten | 34,08   | 17-12-2022    | Calgary        | Wereldbeker          | 100m: 9,65 - (9,65) 500m: 34,08 - (24,43) |
| 1000 meter                            | Jordan Stolz                                                                  | Verenigde Staten | 1.06,47 | 22-10-2022    | Salt Lake City | AmCup #1             | |
| 1500 meter                            | Jordan Stolz                                                                  | Verenigde Staten | 1.42,26 | 12-03-2023    | Salt Lake City | AmCup Final          | |
| 3000 meter                            | Allan Dahl Johansson                                                          | Noorwegen        | 3.40,14 | 02-03-2018    | Salt Lake City | Wereldbeker junioren | 200m: 18,68 - (18,6) 600m: 46,86 - (28,1) 1000m: 1.15,50 - (28,6) 1400m: 1.44,27 - (28,7) 1800m: 2.12,96 - (28,6) 2200m: 2.41,89 - (28,9) 2600m: 3.11,09 - (29,2) 3000m: 3.40,14 - (29,0) |
| 5000 meter                            | Metoděj Jílek                                                                 | Tsjechië         | 6.12,99 | 30-11-2024    | Beijing        | Wereldbeker          | 200m: 19,04 - (19,04) 600m: 48,36 - (29,3) 1000m: 1.18,04 - (29,6) 1400m: 1.48,06 - (30,0) 1800m: 2.17,56 - (29,4) 2200m: 2.46,84 - (29,2) 2600m: 3.16,27 - (29,4) 3000m: 3.45,77 - (29,4) 3400m: 4.14,93 - (29,1) 3800m: 4.44,32 - (29,3) 4200m: 5.13,89 - (29,5) 4600m: 5.43,40 - (29,5) 5000m: 6.12,99 - (29,5)                                      |
| Achtervolging (8 ronden)              | Kristian Reistad Fredriksen Håvard Holmefjord Lorentzen Sverre Lunde Pedersen | Noorwegen        | 3.47,45 | 20-11-2011    | Tsjeljabinsk   | Wereldbeker          | 0,5: 17,35 - (17,3) 1,0: 30,86 - (13,5) 1,5: 44,41 - (13,5) 2,0: 58,12 - (13,7) 2,5: 1.12,11 - (13,9) 3,0: 1.26,20 - (14,0) 3,5: 1.40,25 - (14,0) 4,0: 1.54,12 - (13,8) 4,5: 2.08,06 - (13,9) 5,0: 2.22,27 - (14,2) 5,5: 2.36,73 - (14,4) 6,0: 2.50,91 - (14,1) 6,5: 3.05,15 - (14,2) 7,0: 3.19,10 - (13,9) 7,5: 3.33,12 - (14,0) 8,0: 3.47,45 - (14,5) |
| Teamsprint (3 ronden)                 | Torai Ishikawa Rio Iwasa Shuta Matsuzu                                        | Japan            | 1.22,71 | 25-11-2017    | Inzell         | Wereldbeker junioren | 0,5: 17,00 - (17,0) 1,0: 29,46 - (12,4) 1,5: 41,99 - (12,5) 2,0: 54,79 - (12,7) 2,5: 1.08,51 - (13,7) 3,0: 1.22,71 - (14,1) |
| 2×500 meter                           | Kim Jun-ho                                                                    | Zuid-Korea       | 70,780  | 15-02-2015    | Heerenveen     | WK afstanden         | |
| (35,30 - 35,48)                       |                                                                               |                  |         |               |                |                      | |
| Sprintvierkamp                        | Beorn Nijenhuis                                                               | Nederland        | 139,750 | 18/19-01-2003 | Calgary        | WK sprint            | |
| (35,29 - 1.09,21 - 35,59 - 1.08,53)   |                                                                               |                  |         |               |                |                      | |
| Kleine vierkamp                       | Berden de Vries                                                               | Nederland        | 148,070 | 12/14-03-2008 | Calgary        | Olympic Oval Finale  | |
| (36,31 - 3.43,26 - 1.46,09 - 6.31,87) |                                                                               |                  |         |               |                |                      | |
| Juniorenvierkamp                      | Allan Dahl Johansson                                                          | Noorwegen        | 143,060 | 09/10-03-2018 | Salt Lake City | WK junioren          | |
| (35,82 - 1.43,62 - 1.08,02 - 6.26,90) |                                                                               |                  |         |               |                |                      | |

Officieus
| 100 meter                              | Yu Fengtong   | China     | 09,52    | 14-02-2004    | Collalbo   | Wereldbeker | |
| 10.000 meter                           | Metoděj Jílek | Tsjechië  | 12.37,81 | 25-01-2025    | Calgary    | Wereldbeker | 400m: 34,78 - (34,78) 800m: 1.04,51 - (29,73) 1200m: 1.35,05 - (30,56) 1600m: 2.08,78 - (30,73) 2000m: 2.36,24 - (30,46) 2400m: 3.06,32 - (30,08) 2800m: 3.36,44 - (30,12) 3200m: 4.06,61 - (30,17) 3600m: 4.36,69 - (30,08) 4000m: 5.06,77 - (30,08) 4400m: 5.36,96 - (30,17) 4800m: 6.06,82 - (29,86) 5200m: 6.36,80 - (29,98) 5600m: 7.06,57 - (29,77) 6000m: 7.36,57 - (30,00) 6400m: 8.06,59 - (30,02) 6800m: 8.36,78 - (30,19) 7200m: 9.07,04 - (30,26) 7600m: 9.37,18 - (30,14) 8000m: 10.07,44 - (30,26) 8400m: 10.37,97 - (30,53) 8800m: 11.08,26 - (30,29) 9200m: 11.38,57 - (30,31) 9600m: 12.08,50 - (29,93) 10.000m: 12.37,81 - (29,31) |
| Minivierkamp                           | Tommi Pulli   | Finland   | 149,674  | 26/27-02-2010 | Heerenveen | Viking Race | |
| (37,28 - 1.50,41 - 1.12,13 - 3.57,14)  |               |           |          |               |            |             | |
| Grote vierkamp                         | Håvard Bøkko  | Noorwegen | 150,369  | 18/19-03-2006 | Calgary    | WK allround | |
| (36,42 - 6.20,42 - 1.46,31 - 13.29,42) |               |           |          |               |            |             | |

### Vrouwen junioren
Officieel
| 500 meter                             | Lee Na-hyun                           | Zuid-Korea | 37,34   | 27-01-2024    | Salt Lake City | WK Afstanden         | 100m: 10,50 - (10,5) 500m: 37,34 - (26,8) |
| 1000 meter                            | Joy Beune                             | Nederland  | 1.14,21 | 10-03-2018    | Salt Lake City | WK junioren          | 200m: 18,36 - (18,3) 600m: 45,75 - (27,3) 1000m: 1.14,21 - (28,4) |
| 1500 meter                            | Angel Daleman                         | Nederland  | 1.52,38 | 25-01-2025    | Calgary        | Wereldbeker          | 300m: 25,04 - (25,0) 700m: 52,74 - (27,7) 1100m: 1.21,54 - (28,7) 1500m: 1.52,38 - (30,8)                                                                                                 |
| 3000 meter                            | Joy Beune                             | Nederland  | 3.59,47 | 10-03-2018    | Salt Lake City | WK junioren          | 200m: 20,01 - (20,0) 600m: 49,92 - (29,9) 1000m: 1.20,25 - (30,3) 1400m: 1.50,97 - (30,7) 1800m: 2.22,44 - (31,4) 2200m: 2.54,32 - (31,8) 2600m: 3.26,82 - (32,5) 3000m: 3.59,47 - (32,6) |
| Achtervolging (6 ronden)              | Joy Beune Elisa Dul Jutta Leerdam     | Nederland  | 2.59,55 | 11-03-2018    | Salt Lake City | WK junioren          | |
| Teamsprint (3 ronden)                 | Femke Beuling Joy Beune Jutta Leerdam | Nederland  | 1.28,40 | 25-11-2017    | Inzell         | Wereldbeker junioren | 0,5: 18,65 - (18,6) 1,0: 32,23 - (13,5) 1,5: 45,71 - (13,4) 2,0: 59,53 - (13,8) 2,5: 1.13,67 - (14,1) 3,0: 1.28,40 - (14,7)                                                               |
| 2×500 meter                           | Angel Daleman                         | Nederland  | 75,150  | 15-02-2025    | Heerenveen     | NK afstanden         | |
| (37,56 - 37,59)                       |                                       |            |         |               |                |                      | |
| Sprintvierkamp                        | Femke Kok                             | Nederland  | 151,995 | 25/26-01-2020 | Heerenveen     | NK sprint            | |
| (38,13 - 1.16,21 - 37,94 - 1.15,64)   |                                       |            |         |               |                |                      | |
| Minivierkamp                          | Joy Beune                             | Nederland  | 153,776 | 09/10-03-2018 | Salt Lake City | WK junioren          | |
| (38,69 - 1.54,21 - 1.14,21 - 3.59,47) |                                       |            |         |               |                |                      | |

Officieus
| 100 meter                              | Lee Sang-hwa       | Zuid-Korea | 10,40    | 29-01-2007    | Changchun  | Aziatische Winterspelen | |
| 5000 meter                             | Martina Sáblíková  | Tsjechië   | 6.50,45  | 19-03-2006    | Calgary    | WK allround             | 200m: 20,61 - (20,6) 600m: 52,78 - (31,1) 1000m: 1.25,41 - (32,6) 1400m: 1.57,96 - (32,5) 1800m: 2.30,38 - (32,4) 2200m: 3.02,89 - (32,5) 2600m: 3.35,45 - (32,5) 3000m: 4.07,95 - (32,5) 3400m: 4.40,48 - (32,5) 3800m: 5.13,05 - (32,5) 4200m: 5.45,82 - (32,7) 4600m: 6.18,34 - (32,5) 5000m: 6.50,45 - (32,1) |
| 10.000 meter                           | Martina Sáblíková  | Tsjechië   | 14.08,28 | 23-03-2006    | Calgary    | Olympic Oval Finale     | 400m: 0.37,92 - (37,92) 800m: 1.11,93 - (34,01) 1200m: 1.46,15 - (34,22) 1600m: 2.20,04 - (33,89) 2000m: 2.53,96 - (33,92) 2400m: 3.27,75 - (33,79) 2800m: 4.01,77 - (34,02) 3200m: 4.35,59 - (33,82) 3600m: 5.09,53 - (33,94) 4000m: 5.43,21 - (33,68) 4400m: 6.16,98 - (33,77) 4800m: 6.50,81 - (33,83) 5200m: 7.24,48 - (33,67) 5600m: 7.58,51 - (34,03) 6000m: 8.32,23 - (33,72) 6400m: 9.05,61 - (33,38) 6800m: 9.38,93 - (33,32) 7200m: 10.12,61 - (33,68) 7600m: 10.46,72 - (34,11) 8000m: 11.20,58 - (33,86) 8400m: 11.54,31 - (33,73) 8800m: 12.28,04 - (33,73) 9200m: 13.01,71 - (33,67) 9600m: 13.35,03 - (33,32) 10.000m: 14.08,28 - (33,25) |
| Kleine vierkamp                        | Martina Sáblíková  | Tsjechië   | 161,252  | 18/19-03-2006 | Calgary    | WK allround             | |
| (40,72 - 4.01,09 - 1.57,92 - 6.50,45)  |                    |            |          |               |            |                         | |
| Grote vierkamp                         | Yasmin Steenvoorde | Nederland  | 185,716  | 18-03-2005    | Heerenveen | Grote vierkamp          | |
| (44,08 - 7.59,34 - 2.12,37 - 16.31,58) |                    |            |          |               |            |                         | |

### Mannen laaglandbaan (officieus)
| (Bijgewerkt t/m 15 februari 2025)      |                                                     |                  |                 |               |            |                         | |
| Afstand                                | Schaatser                                           | Nationaliteit    | Tijd            | Datum         | Baan       | Wedstrijd               | Rondetijden |
| 100 meter                              | Yuya Oikawa                                         | Japan            | 09,41           | 06-12-2008    | Changchun  | Wereldbeker             | |
| 500 meter                              | Jordan Stolz                                        | Verenigde Staten | 33,91           | 01-02-2025    | Milwaukee  | Wereldbeker             | 100m: 9,56 - (9,56) 500m: 33,91 - (24,35) |
| 1000 meter                             | Jordan Stolz                                        | Verenigde Staten | 1.06,16         | 31-01-2025    | Milwaukee  | Wereldbeker             | 200m: 16,02 - (16,02) 600m: 40,30 - (24,27) 1000m: 1.06,16 - (25,86) |
| 1500 meter                             | Jordan Stolz                                        | Verenigde Staten | 1.41,46         | 01-02-2025    | Milwaukee  | Wereldbeker             | 300m: 23,30 - (23,30) 700m: 48,41 - (25,11) 700m: 1.14,45 - (26,04) 1000m: 1.41,46 - (27,01) |
| 3000 meter                             | Patrick Roest                                       | Nederland        | 3.35,26         | 19-12-2020    | Heerenveen | Trainingswedstrijd      | |
| 5000 meter                             | Patrick Roest                                       | Nederland        | 6.04,36         | 19-11-2022    | Heerenveen | Wereldbeker             | 200m: 0.18,35 - (18,35) 600m: 0.46,54 - (28,19) 1000m: 1.15,27 - (28,73) 1400m: 1.44,29 - (29,02) 1800m: 2.13,20 - (28,91) 2200m: 2.42,18 - (28,98) 2600m: 3.11,05 - (28,87) 3000m: 3.39,86 - (28,81) 3400m: 4.08,58 - (28,72) 3800m: 4.37,34 - (28,76) 4200m: 5.06,16 - (28,82) 4600m: 5.35,11 - (28,95) 5000m: 6.04,36 - (29,25) |
| 10.000 meter                           | Nils van der Poel                                   | Zweden           | 12.30,74        | 12-02-2022    | Beijing    | Olympische Winterspelen | 400m: 0.34,81 - (34,81) 800m: 1.04,41 - (29,60) 1200m: 1.34,79 - (29,60) 1600m: 2.04,89 - (30,38) 2000m: 2.35,15 - (30,26) 2400m: 3.05,25 - (30,10) 2800m: 3.35,29 - (30,04) 3200m: 4.05,29 - (30,00) 3600m: 4.35,40 - (30,11) 4000m: 5.05,42 - (30,02) 4400m: 5.35,52 - (30,10) 4800m: 6.05,42 - (29,90) 5200m: 6.35,48 - (30,06) 5600m: 7.05,43 - (29,95) 6000m: 7.35,42 - (29,99) 6400m: 8.05,29 - (29,87) 6800m: 8.35,12 - (29,83) 7200m: 9.05,00 - (29,88) 7600m: 9.34,76 - (29,76) 8000m: 10.04,40 - (29,64) 8400m: 10.34,26 - (29,86) 8800m: 11.03,77 - (29,51) 9200m: 11.33,23 - (29,46) 9600m: 12.02,14 - (28,91) 10.000m: 12.30,74 - (28,60) |
| Achtervolging (8 ronden)               | Sander Eitrem Peder Kongshaug Sverre Lunde Pedersen | Noorwegen        | 3.34,22         | 05-01-2024    | Heerenveen | EK                      | 0,5: 0.18,03 - (18,0) 1,0: 0.31,50 - (13,4) 1,5: 0.44,60 - (13,0) 2,0: 0.57,63 - (13,0) 2,5: 1.10,62 - (12,9) 3,0: 1.23,60 - (12,9) 3,5: 1.36,63 - (13,0) 4,0: 1.49,70 - (13,0) 4,5: 2.02,78 - (13,0) 5,0: 2.15,84 - (13,0) 5,5: 2.28,85 - (13,0) 6,0: 2.41,82 - (12,9) 6,5: 2.54,81 - (12,9) 7,0: 3.07,93 - (13,1) 7,5: 3.21,02 - (13,0) 8,0: 3.34,22 - (13,2) |
| 2×500 meter                            | Jenning de Boo                                      | Nederland        | 68,220          | 14-02-2025    | Heerenveen | NK Afstanden 2025       | |
| Sprintvierkamp                         | Jenning de Boo                                      | Nederland        | 136,120         | 28/29-12-2024 | Heerenveen | NK Sprint               | |
| (34,30 - 1.07,72 - 34,29 - 1.07,34)    |                                                     |                  |                 |               |            |                         | |
| Mini vierkamp                          | Tommi Pulli                                         | Finland          | 149,671         | 26/27-02-2010 | Heerenveen | Viking Race             | |
| Kleine vierkamp                        | Koen Verweij                                        | Nederland        | 148,517         | 12/14-03-2010 | Moskou     | WK junioren             | |
| (36,76 - 3.43,54 - 1.47,96 - 6.25,15)  |                                                     |                  |                 |               |            |                         | |
| Grote vierkamp                         | Patrick Roest                                       | Nederland        | 146,060         | 28/29-12-2022 | Heerenveen | NK allround             | |
| (36,11 - 6.10,41 - 1.44,05 - 12.44,52) |                                                     |                  |                 |               |            |                         | |
| Uurrecord                              | Robert Vunderink                                    | Nederland        | 39.986,59 meter | 28-11-1988    | Heerenveen |                         | |
| Snelste ronde                          | Jordan Stolz                                        | Verenigde Staten | 24,28           | 31-01-2025    | Milwaukee  | Wereldbeker             | |

### Vrouwen laaglandbaan (officieus)
| (Bijgewerkt t/m 1 februari 2025)      |                                                   |               |                 |                  |            |                    | |
| Afstand                               | Schaatsster                                       | Nationaliteit | Tijd            | Datum            | Baan       | Wedstrijd          | Rondetijden |
| 100 meter                             | Jenny Wolf                                        | Duitsland     | 10,21           | 06-12-2008       | Changchun  | Wereldbeker        | |
| 500 meter                             | Nao Kodaira                                       | Japan         | 36,94           | 18-02-2018       | Gangneung  | Olympische Spelen  | 100m: 10,26 - (10,26) 500m: 36,94 - (26,68) |
| 1000 meter                            | Jutta Leerdam                                     | Nederland     | 1.12,80         | 29-12-2022       | Heerenveen | NK sprint          | 200m: 17,75 - (17,73) 600m: 44,24 - (26,51) 1000m: 1.12,80 (28,56) |
| 1500 meter                            | Joy Beune                                         | Nederland     | 1.52,11         | 01-02-2025       | Milwaukee  | Wereldbeker        | 300m: 25,30 (25,30) 700m: 52,76 (27,45) 1100m: 1.21,84 (29,07) 1500m: 1.52,11 (30,27) |
| 3000 meter                            | Irene Schouten                                    | Nederland     | 3.54,04         | 20-11-2022       | Heerenveen | Wereldbeker        | 200m:19,74 (19,74) 600m: 49,99 (30,25) 1000m: 1.20,71 (30,72) 1400m: 1.51,41 (30,70) 1800m: 2.22,19 (30,78) 2200m: 2.52,93 (30:74) 2600m: 3.23,48 (30,55) 3000m: 3.54,04 (30,56) |
| 5000 meter                            | Irene Schouten                                    | Nederland     | 6.41,25         | 05-03-2023       | Heerenveen | WK Afstanden 2023  | 200m: 20,17 - (20,1) 600m: 51,78 - (31,6) 1000m: 1.23,70 - (31,9) 1400m: 1.55,51 - (31,8) 1800m: 2.27,35 - (31,8) 2200m: 2.59,13 - (31,7) 2600m: 3.30,94 - (31,8) 3000m: 4.02,59 - (31,6) 3400m: 4.34,36 - (31,7) 3800m: 5.05,93 - (31,5) 4200m: 5.37,59 - (31,6) 4600m: 6.09,24 - (31,6) 5000m: 6.41,25 - (32,0) |
| 10.000 meter                          | Carien Kleibeuker                                 | Nederland     | 14.35,61        | 13-03-2018       | Heerenveen | Grote Vierkamp STW | |
| Achtervolging (6 ronden)              | Ivanie Blondin Valérie Maltais Isabelle Weidemann | Canada        | 2.53,44         | 15 februari 2022 | Peking     | Olympische Spelen  | 0,5: 18,91 - (18,91) 1,0: 32,80 - (13,89) 1,5: 46,42- (13,62) 2,0: 1.00,19 - (13,77) 2,5: 1.14,03 - (13,84) 3,0: 1.28,06 - (14,03) 3,5: 1.42,32 - (14,26) 4,0: 1.56,39 - (14,07) 4,5: 2.10,50 - (14,11) 5,0: 2.24,71 - (14,21) 5,5: 2.38,97 - (14,26) 6,0: 2.53,44 - (14,47)                                      |
| 2×500 meter                           | Femke Kok                                         | Nederland     | 73,970          | 15-02-2025       | Heerenveen | NK Afstanden 2025  | |
| Sprintvierkamp                        | Jutta Leerdam                                     | Nederland     | 147,135         | 27/28-02-2022    | Heerenveen | NK sprint          | |
| (37,14 - 1.12,83 - 37,18 - 1.12,80)   |                                                   |               |                 |                  |            |                    | |
| Minivierkamp                          | Cindy Klassen                                     | Canada        | 157,950         | 15/17-11-2002    | Erfurt     | Wereldbeker        | |
| Kleine vierkamp                       | Antoinette Rijpma-de Jong                         | Nederland     | 157,859         | 27/28-12-2022    | Heerenveen | NK Allround        | |
| (38,39 - 4.00,68 - 1.52,95 - 6.57,06) |                                                   |               |                 |                  |            |                    | |
| Grote vierkamp                        | Suzanne Hoogendoorn                               | Nederland     | 178,843         | 24/25-03-2014    | Heerenveen | STW Wageningen     | |
| Uurrecord                             | Maria Sterk                                       | Nederland     | 36.441,26 meter | 29-03-2005       | Heerenveen |                    | |
| Snelste ronde                         | Jutta Leerdam                                     | Nederland     | 26,30           | 27-12-2022       | Heerenveen | NK sprint          | 200m: 17,75 - (17,75) 600m: 44,05 - (26,30) 1000m: 1.12,83 (28,78) |

### Mannen buitenbaan (officieus)
| (Bijgewerkt t/m 28 december 2024) |                                            |               |          |               |           | |
| Afstand                           | Schaatser                                  | Nationaliteit | Tijd     | Datum         | Baan      | Rondetijden |
| 100 meter                         | Pekka Koskela                              | Finland       | 09,49    | 14-02-2004    | Collalbo  | |
| 500 meter                         | Tatsuya Shinhama                           | Japan         | 34,86    | 06-01-2018    | Karuizawa | |
| 1000 meter                        | Thomas Krol                                | Nederland     | 1.08,68  | 12-01-2019    | Collalbo  | 200m: 0.16,64 - (16,64) 600m: 0.41,88 - (25,24) 1000m: 1.08,68 - (26,80) |
| 1500 meter                        | Enrico Fabris                              | Italië        | 1.44,72  | 13-01-2007    | Collalbo  | 300m: 0.23,92 - (23,92) 700m: 0.50,12 - (26,20) 1100m: 1.17,00 - (26,88) 1500m: 1.44,72 - (27,72) |
| 3000 meter                        | Sven Kramer                                | Nederland     | 3.43,34  | 11-10-2008    | Inzell    | |
| 5000 meter                        | Sven Kramer                                | Nederland     | 6.15,65  | 12-01-2007    | Collalbo  | 200m: 0.18,27 - (18,27) 600m: 0.47,65 - (29,38) 1000m: 1.17,57 - (29,92) 1400m: 1.47,06 - (29,49) 1800m: 2.16,26 - (29,20) 2200m: 2.46,08 - (29,82) 2600m: 3.15,78 - (29,70) 3000m: 3.45,58 - (29,80) 3400m: 4.15,86 - (30,28) 3800m: 4.46,34 - (30,48) 4200m: 5.16,51 - (30,17) 4600m: 5.46,21 - (29,70) 5000m: 6.15,65 - (29,44) |
| 10.000 meter                      | Davide Ghiotto                             | Italië        | 13.03,35 | 28-12-2024    | Collalbo  | |
| Achtervolging (8 ronden)          | Marcel Bosker Patrick Roest Douwe de Vries | Nederland     | 3.45,87  | 23-11-2018    | Tomakomai | |
| Teamsprint (3 ronden)             |                                            |               |          |               |           | |
| 2×500 meter                       | Cha Min-kyu                                | Zuid-Korea    | 70,400   | 01-02-2017    | Alma-Ata  | |
| Sprintvierkamp                    | Kai Verbij                                 | Nederland     | 139,085  | 11/12-01-2019 | Collalbo  | |
| Mini vierkamp                     | Jevgeni Lalenkov                           | Rusland       | 148,518  | 14/15-01-2012 | Collalbo  | |
| Kleine vierkamp                   | Seo Jung-soo                               | Zuid-Korea    | 153,832  | 22/24-02-2013 | Collalbo  | |
| Grote vierkamp                    | Sven Kramer                                | Nederland     | 148,800  | 12/14-01-2007 | Collalbo  | |

### Vrouwen buitenbaan (officieus)
| Afstand                  | Schaatsster                        | Nationaliteit | Tijd     | Datum         | Baan              | Rondetijden |
| ------------------------ | ---------------------------------- | ------------- | -------- | ------------- | ----------------- | --- |
| 100 meter                | Jenny Wolf                         | Duitsland     | 10,23    | 16-02-2008    | Inzell            | |
| 500 meter                | Vanessa Herzog                     | Oostenrijk    | 37,61    | 12-01-2019    | Collalbo          | 100m: 10,43 - (10,43) 500m: 37,61 - (27,18) |
| 1000 meter               | Darja Katsjanova                   | Rusland       | 1.15,21  | 13-01-2019    | Collalbo          | 200m: 0.17,74 - (17,74) 600m: 0.45,22 - (27,48) 1000m: 1.15,21 - (29,99) |
| 1500 meter               | Ireen Wüst                         | Nederland     | 1.56,78  | 13-01-2007    | Collalbo          | 300m: 0.25,54 - (25,54) 700m: 0.54,16 - (28,62) 1100m: 1.24,35 - (30,19) 1500m: 1.56,78 - (32,43) |
| 3000 meter               | Martina Sáblíková                  | Tsjechië      | 4.03,52  | 13-01-2007    | Collalbo          | 200m: 0.20,30 - (20,30) 600m: 0.51,88 - (31,58) 1000m: 1.23,80 - (31,92) 1400m: 1.55,91 - (32,11) 1800m: 2.28,01 - (32,10) 2200m: 3.00,30 - (32,29) 2600m: 3.32,23 - (31,93) 3000m: 4.03,52 - (31,29) |
| 5000 meter               | Martina Sáblíková                  | Tsjechië      | 6.56,98  | 17-10-2008    | Inzell            | 200m: 0.20,60 - (20,60) 600m: 0.53,27 - (32,67) 1000m: 1.26,51 - (33,24) 1400m: 1.59,85 - (33,34) 1800m: 2.32,77 - (32,92) 2200m: 3.05,95 - (33,18) 2600m: 3.38,99 - (33,04) 3000m: 4.12,22 - (33,23) 3400m: 4.45,41 - (33,19) 3800m: 5.18,40 - (32,99) 4200m: 5.51,40 - (33,00) 4600m: 6.24,29 - (32,89) 5000m: 6.56,98 - (32,69) |
| 10.000 meter             | Mari Hemmer                        | Noorwegen     | 15.54,69 | 19-12-2012    | Oslo              | |
| Achtervolging (6 ronden) | Ayano Sato Miho Takagi Nana Takagi | Japan         | 3.02,37  | 23-11-2018    | Tomakomai         | |
| Teamsprint (3 ronden)    |                                    |               |          |               |                   | |
| 2×500 meter              | Shihomi Shinya                     | Japan         | 76,880   | 27-11-2003    | Asama (Matsumoto) | |
| Sprintvierkamp           | Vanessa Herzog                     | Oostenrijk    | 151,445  | 12/13-01-2019 | Collalbo          | |
| Minivierkamp             | Karin Kania-Enke                   | Duitsland     | 163,446  | 09/10-01-1988 | Davos             | |
| Kleine vierkamp          | Antoinette de Jong                 | Nederland     | 162,918  | 11/12-01-2019 | Collalbo          | |
| Grote vierkamp           | Imke Hermans                       | Nederland     | 197,141  | 23/24-01-2008 | Baselga           | |

### Mannen laagland-buitenbaan (officieus)
| (Bijgewerkt t/m 25 november 2018) |                                                   |               |          |               |           | |
| Afstand                           | Schaatser                                         | Nationaliteit | Tijd     | Datum         | Baan      | Rondetijden |
| 100 meter                         | Harri Levo                                        | Finland       | 09,69    | 13-01-2015    | Helsinki  | |
| 500 meter                         | Tatsuya Shinhama                                  | Japan         | 35,20    | 24-11-2018    | Tomakomai | 100m: 09,71 - (09,71) 500m: 35,20 - (25,49) |
| 1000 meter                        | Kjeld Nuis                                        | Nederland     | 1.10,45  | 25-11-2018    | Tomakomai | 200m: 0.16,95 - (16,95) 600m: 0.42,67 - (25,72) 1000m: 1.10,45 - (27,78) |
| 1500 meter                        | Kjeld Nuis                                        | Nederland     | 1.47,61  | 24-11-2018    | Tomakomai | 300m: 0.24,26 - (24,26) 700m: 0.50,54 - (26,28) 1100m: 1.18,05 - (27,51) 1500m: 1.47,61 - (29,56) |
| 3000 meter                        | Øystein Grødum                                    | Noorwegen     | 3.52,9   | 22-01-2005    | Arendal   | |
| 5000 meter                        | Seitaro Ichinohe                                  | Japan         | 6.28,36  | 25-11-2018    | Tomakomai | 200m: 0.19,11 - (19,11) 600m: 0.48,44 - (29,33) 1000m: 1.18,09 - (29,65) 1400m: 1.48,40 - (30,31) 1800m: 2.18,59 - (30,19) 2200m: 2.48,86 - (30,27) 2600m: 3.19,54 - (30,68) 3000m: 3.50,28 - (30,74) 3400m: 4.21,25 - (30,97) 3800m: 4.52,24 - (30,99) 4200m: 5.23,95 - (31,71) 4600m: 5.56,24 - (32,29) 5000m: 6.28,36 - (32,12) |
| 10.000 meter                      | Eskil Ervik                                       | Noorwegen     | 13.29,66 | 18-12-2005    | Arendal   | |
| Achtervolging (8 ronden)          | Marcel Bosker Patrick Roest Douwe de Vries        | Nederland     | 3.45,87  | 23-11-2018    | Tomakomai | |
| Teamsprint (3 ronden)             | Aleksej Jesin Roeslan Moerasjov Viktor Moesjtakov | Rusland       | 1.23,54  | 25-11-2018    | Tomakomai | |
| 2×500 meter                       |                                                   |               |          |               |           | |
| Sprintvierkamp                    | Michel Mulder                                     | Nederland     | 142,700  | 28/01-03-2014 | Amsterdam | |
| Minivierkamp                      | Jan Szymański                                     | Polen         | 150,970  | 27/28-12-2014 | Warschau  | |
| Kleine vierkamp                   | Aleksandr Roemjantsev                             | Rusland       | 155,410  | 10/11-02-2018 | Kirov     | |
| Grote vierkamp                    | Sverre L. Pedersen                                | Noorwegen     | 154,134  | 29/30-12-2018 | Arendal   | |

### Vrouwen laagland-buitenbaan (officieus)
| (Bijgewerkt t/m 25 november 2018) |                                           |               |          |               |           | |
| Afstand                           | Schaatsster                               | Nationaliteit | Tijd     | Datum         | Baan      | Rondetijden |
| 100 meter                         | Annette Gerritsen                         | Nederland     | 10,86    | 08-11-2015    | Amsterdam | |
| 500 meter                         | Nao Kodaira                               | Nederland     | 38,03    | 23-11-2018    | Tomakomai | 100m: 10,44 - (10,44) 500m: 38,03 - (27,59) |
| 1000 meter                        | Ireen Wüst                                | Nederland     | 1.17,12  | 28-02-2014    | Amsterdam | |
| 1500 meter                        | Ireen Wüst                                | Nederland     | 1.58,74  | 24-11-2018    | Tomakomai | 300m: 0.26,16 - (26,16) 700m: 0.55,63 - (29,47) 1100m: 1.26,42 - (30,79) 1500m: 1.58,74 - (32,32) |
| 3000 meter                        | Isabelle Weidemann                        | Canada        | 4.10,18  | 25-11-2018    | Tomakomai | 200m: 0.20,70 - (20,70) 600m: 0.52,01 - (31,31) 1000m: 1.23,91 - (31,90) 1400m: 1.56,50 - (32,59) 1800m: 2.29,62 - (33,12) 2200m: 3.03,07 - (33,45) 2600m: 3.36,51 - (33,44) 3000m: 4.10,18 - (33,67) |
| 5000 meter                        | Gunda Niemann                             | Duitsland     | 7.19,85  | 08-03-1997    | Warschau  | |
| 10.000 meter                      | Mari Hemmer                               | Noorwegen     | 15.54,69 | 19-12-2012    | Oslo      | |
| Achtervolging (6 ronden)          | Ayano Sato Miho Takagi Nana Takagi        | Japan         | 3.02,37  | 23-11-2018    | Tomakomai | |
| Teamsprint (3 ronden)             | Letitia de Jong Jutta Leerdam Janine Smit | Nederland     | 1.32,10  | 25-11-2018    | Tomakomai | |
| 2×500 meter                       |                                           |               |          |               |           | |
| Sprintvierkamp                    | Margot Boer                               | Nederland     | 156,360  | 28/01-03-2014 | Amsterdam | |
| Minivierkamp                      | Melissa Wijfje                            | Nederland     | 166,806  | 20/22-02-2015 | Warschau  | |
| Kleine vierkamp                   | Miho Takagi                               | Japan         | 166,905  | 09/10-03-2018 | Amsterdam | |
| Grote vierkamp                    | Anne Therese Tveter                       | Noorwegen     | 193,112  | 07/08-03-2002 | Geithus   | |

## Olympischerecords

### Mannen
| Afstand                  | Schaatser                                         | Nationaliteit   | Tijd     | Datum      | Baan           | Rondetijden |
| ------------------------ | ------------------------------------------------- | --------------- | -------- | ---------- | -------------- | --- |
| 500 meter                | Gao Tingyu                                        | China           | 34,32    | 12-02-2022 | Peking         | 100m: 09,74 - (09,42) 500m: 34,32 - (24,90) |
| 1000 meter               | Gerard van Velde                                  | Nederland       | 1.07,18  | 16-02-2002 | Salt Lake City | 200m: 0.16,33 - (16,33) 600m: 0.41,00 - (24,67) 1000m: 1.07,18 - (26,18) |
| 1500 meter               | Kjeld Nuis                                        | Nederland       | 1.43,21  | 08-02-2022 | Peking         | 300m: 0.23,42 - (23,42) 700m: 0.48,52 - (25,10) 1100m: 1.14,77 - (26,25) 1500m: 1.43,21 - (28,44) |
| 5000 meter               | Nils van der Poel                                 | Zweden          | 6.08,84  | 06-02-2022 | Peking         | 200m: 0.19,61 - (19,61) 600m: 0.48,71 - (20,10) 1000m: 1.17,72 - (29,01) 1400m: 1.46,98 - (29,26) 1800m: 2.15,94 - (28,96) 2200m: 2.44,94 - (29,00) 2600m: 3.13,94 - (29,00) 3000m: 3.43,27 - (29,33) 3400m: 4.12,56 - (29,19) 3800m: 4.41,88 - (29,32) 4200m: 5.10,86 - (28,98) 4600m: 5.39,87 - (29,01) 5000m: 6.08,84 - (28,97) |
| 10.000 meter             | Nils van der Poel                                 | Zweden          | 12.30,74 | 11-02-2022 | Peking         | 400m: 0.34,81 - (34,81) 800m: 1.04,41 - (29,60) 1200m: 1.34,79 - (29,60) 1600m: 2.04,89 - (30,38) 2000m: 2.35,15 - (30,26) 2400m: 3.05,25 - (30,10) 2800m: 3.35,29 - (30,04) 3200m: 4.05,29 - (30,00) 3600m: 4.35,40 - (30,11) 4000m: 5.05,42 - (30,02) 4400m: 5.35,52 - (30,10) 4800m: 6.05,42 - (29,90) 5200m: 6.35,48 - (30,06) 5600m: 7.05,43 - (29,95) 6000m: 7.35,42 - (29,99) 6400m: 8.05,29 - (29,87) 6800m: 8.35,12 - (29,83) 7200m: 9.05,00 - (29,88) 7600m: 9.34,76 - (29,76) 8000m: 10.04,40 - (29,64) 8400m: 10.34,26 - (29,86) 8800m: 11.03,77 - (29,51) 9200m: 11.33,23 - (29,46) 9600m: 12.02,14 - (28,91) 10.000m: 12.30,74 - (28,60) |
| Achtervolging (8 ronden) | Daniil Aldosjkin Sergej Trofimov Roeslan Zacharov | Russische ploeg | 3.36,62  | 15-02-2022 | Beijing        | 0,5: 17,95 - (17,95) 1,0: 31,25 - (13,30) 1,5: 44,25 - (13,00) 2,0: 57,25 - (13,00) 2,5: 1.10,28 - (13,03) 3,0: 1.23,35 - (13,07) 3,5: 1.36,51 - (13,16) 4,0: 1.49,76 - (13,25) 4,5: 2.02,94 - (13,18) 5,0: 2.16,10 - (13,16) 5,5: 2.29,31 - (13,21) 6,0: 2.42,50 - (13,19) 6,5: 2.55,96 - (13,46) 7,0: 3.09,39 - (13,43) 7,5: 3.22,96 - (13,56) 8,0: 3.36,62 - (13,66) |

### Vrouwen
| Afstand                  | Schaatsster                                       | Nationaliteit | Tijd    | Datum            | Baan      | Rondetijden |
| ------------------------ | ------------------------------------------------- | ------------- | ------- | ---------------- | --------- | --- |
| 500 meter                | Nao Kodaira                                       | Japan         | 36,94   | 18-02-2018       | Gangneung | 100m: 10,26 - (10,26) 500m: 36,94 - (26,68) |
| 1000 meter               | Miho Takagi                                       | Japan         | 1.13,19 | 17-02-2022       | Beijing   | 200m: 0.17,60 - (17,60) 600m: 0.44,48 - (26,88) 1000m: 1.13,19 - (28,71) |
| 1500 meter               | Ireen Wüst                                        | Nederland     | 1.53,28 | 07-02-2022       | Beijing   | 300m: 0.25,51 - (25,51) 700m: 0.53,37 - (27,76) 1100m: 1.22,47 - (29,10) 1500m: 1.53,28 - (30,81) |
| 3000 meter               | Irene Schouten                                    | Nederland     | 3.56,93 | 05-02-2022       | Beijing   | 200m: 0.19,97 - (19,97) 600m: 0.50,42 - (30,45) 1000m: 1.21,43 - (31,01) 1400m: 1.52,56 - (31,13) 1800m: 2.23,61 - (31,05) 2200m: 2.54,67 - (31,06) 2600m: 3.26,07 - (31,40) 3000m: 3.56,93 - (30,86) |
| 5000 meter               | Irene Schouten                                    | Nederland     | 6.43,51 | 10-02-2022       | Beijing   | 200m: 0.20,34 - (20,34) 600m: 0.52,23 - (31,89) 1000m: 1.24,58 - (32,35) 1400m: 1.57,04 - (32,46) 1800m: 2.29,08 - (32,04) 2200m: 3.01,38 - (32,30) 2600m: 3.33,28 - (31,90) 3000m: 4.05,30 - (32,02) 3400m: 4.37,11 - (31,81) 3800m: 5.08,97 - (31,86) 4200m: 5.40,71 - (31,74) 4600m: 6.12,33 - (31,62) 5000m: 6.43,51 - (31,18) |
| Achtervolging (6 ronden) | Ivanie Blondin Valérie Maltais Isabelle Weidemann | Canada        | 2.53,44 | 15 februari 2022 | Peking    | 0,5: 18,91 - (18,91) 1,0: 32,80 - (13,89) 1,5: 46,42- (13,62) 2,0: 1.00,19 - (13,77) 2,5: 1.14,03 - (13,84) 3,0: 1.28,06 - (14,03) 3,5: 1.42,32 - (14,26) 4,0: 1.56,39 - (14,07) 4,5: 2.10,50 - (14,11) 5,0: 2.24,71 - (14,21) 5,5: 2.38,97 - (14,26) 6,0: 2.53,44 - (14,47)                                                       |

## Nederlandse records

### Mannen senioren
| Afstand                                | Schaatser                                | Tijd     | Datum         | Baan           | Wedstrijd                    | Rondetijden |
| -------------------------------------- | ---------------------------------------- | -------- | ------------- | -------------- | ---------------------------- | --- |
| 500 meter                              | Jenning de Boo                           | 33,87    | 26-01-2025    | Calgary        | Wereldbeker schaatsen        | 100m: 09,66 - (09,66) 500m: 33,87 - (24,21) |
| 1000 meter                             | Jenning de Boo                           | 1.06,05  | 25-01-2025    | Calgary        | Wereldbeker schaatsen        | 200m: 0.16,06 - (16,06) 600m: 0.39,98 - (23,92) 1000m: 1.06,05 - (26,07) |
| 1500 meter                             | Kjeld Nuis                               | 1.40,17  | 10-03-2019    | Salt Lake City | Wereldbeker                  | 300m: 0.22,91 - (22,91) 700m: 0.47,18 - (24,27) 1100m: 1.12,38 - (25,20) 1500m: 1.40,17 - (27,79) |
| 3000 meter                             | Sven Kramer                              | 3.37,45  | 07-10-2017    | Inzell         | International Season Opening | |
| 5000 meter                             | Patrick Roest                            | 6.02,98  | 28-01-2024    | Salt Lake City | Wereldbeker                  | 200m: 0.18,05 - (18,05) 600m: 0.45,99 - (27,94) 1000m: 1.14,56 - (28,57) 1400m: 1.43,56 - (29,00) 1800m: 2.12,27 - (28,71) 2200m: 2.41,07 - (28,80) 2600m: 3.10,05 - (28,98) 3000m: 3.39,07 - (29,02) 3400m: 4.08,10 - (29,03) 3800m: 4.37,14 - (29,04) 4200m: 5.05,80 - (28,66) 4600m: 5.34,50 - (28,70) 5000m: 6.02,98 - (28,48) |
| 10.000 meter                           | Patrick Roest                            | 12.35,20 | 28-12-2020    | Heerenveen     | WKKT 2021                    | 400m: 0.34,01 - (34,01) 800m: 1.04,06 - (30,05) 1200m: 1.34,25 - (30,19) 1600m: 2.04,71 - (30,46) 2000m: 2.35,01 - (30,30) 2400m: 3.05,45 - (30,44) 2800m: 3.35,75 - (30,30) 3200m: 4.06,09 - (30,34) 3600m: 4.36,26 - (30,17) 4000m: 5.06,60 - (30,34) 4400m: 5.36,96 - (30,36) 4800m: 6.07,50 - (30,54) 5200m: 6.38,04 - (30,54) 5600m: 7.08,47 - (30,43) 6000m: 7.38,90 - (30,43) 6400m: 8.09,06 - (30,16) 6800m: 8.39,45 - (30,39) 7200m: 9.09,87 - (30,42) 7600m: 9.39,93 - (30,06) 8000m: 10.09,92 - (29,99) 8400m: 10.39,75 - (29,83) 8800m: 11.09,58 - (29,83) 9200m: 11.38,62 - (29,04) 9600m: 12.06,95 - (28,33) 10.000m: 12.35,20 - (28,25) |
| Achtervolging (8 ronden)               | Marcel Bosker Sven Kramer Douwe de Vries | 3.34,68  | 15-02-2020    | Salt Lake City | WK Afstanden                 | 0,5: 17,69 - (17,6) 1,0: 30,62 - (12,9) 1,5: 43,64 - (13,0) 2,0: 56,54 - (12,9) 2,5: 1.09,51 - (12,9) 3,0: 1.22,73 - (13,2) 3,5: 1.35,86 - (13,1) 4,0: 1.49,13 - (13,2) 4,5: 2.02,30 - (13,1) 5,0: 2.15,48 - (13,1) 5,5: 2.28,74 - (13,2) 6,0: 2.41,72 - (12,9) 6,5: 2.54,77 - (13,0) 7,0: 3.08,00 - (13,2) 7,5: 3.21,31 - (13,3) 8,0: 3.34,68 - (13,3) |
| Teamsprint (3 ronden)                  | Janno Botman Jenning de Boo Tim Prins    | 1.17,17  | 15-02-2024    | Calgary        | WK Afstanden 2024            | 0,5: 16,23 - (16,2) 1,0: 28,28 - (12,0) 1,5: 40,26 - (11,9) 2,0: 52,42 - (12,1) 2,5: 1.04,49 - (12,0) 3,0: 1.17,17 - (12,6) |
| 2×500 meter                            | Jenning de Boo                           | 68,930   | 28-12-2023    | Heerenveen     | NK Afstanden                 | |
| (34,44 - 34,49)                        |                                          |          |               |                |                              | |
| Sprintvierkamp                         | Kai Verbij                               | 136,065  | 25/26-02-2017 | Calgary        | WK sprint                    | |
| (34,48 - 1.06,73 - 34,25 - 1.07,94)    |                                          |          |               |                |                              | |
| Kleine vierkamp                        | Erben Wennemars                          | 146,365  | 12/13-08-2005 | Calgary        | Summer Classic               | |
| (35,65 - 3.41,84 - 1.44,70 - 6.28,42)  |                                          |          |               |                |                              | |
| Grote vierkamp                         | Patrick Roest                            | 145,561  | 02/03-03-2019 | Calgary        | WK allround                  | |
| (36,20 - 6.07,49 - 1.44,18 - 12.56,69) |                                          |          |               |                |                              | |
| Uurrecord                              | Erik Jan Kooiman                         | 43.735m  | 09-12-2015    | Inzell         |                              | |

Officieus

De KNSB erkent geen Nederlandse records voor de 100 meter, de minivierkamp, de snelste ronde en het 24-uurrecord voor mannen. 
 Deze records staan hier vermeld.
| Afstand                               | Schaatser       | Tijd     | Datum         | Baan       | Wedstrijd             | Rondetijden                                                              |
| ------------------------------------- | --------------- | -------- | ------------- | ---------- | --------------------- | ------------------------------------------------------------------------ |
| 100 meter                             | Jesper Hospes   | 09,56    | 26-12-2014    | Heerenveen | Kerstsprinttoernooi   |                                                                          |
| Minivierkamp                          | Martin Hersman  | 146,862  | 10/11-08-2002 | Calgary    | Summer Classic        |                                                                          |
| (37,37 - 1.47,54 - 1.11,69 - 3.46,81) |                 |          |               |            |                       |                                                                          |
| Snelste ronde                         | Jenning de Boo  | 23,92    | 25-01-2025    | Calgary    | Wereldbeker schaatsen | 200m: 0.16,06 - (16,06) 600m: 0.39,98 - (23,92) 1000m: 1.06,05 - (26,07) |
| 24 uur                                | Jochem Kerssies | 680.206m | 21/22-03-2025 | Groningen  |                       |                                                                          |

### Vrouwen senioren
| Afstand                               | Schaatsster                                 | Tijd       | Datum         | Baan           | Wedstrijd         | Rondetijden |
| ------------------------------------- | ------------------------------------------- | ---------- | ------------- | -------------- | ----------------- | --- |
| 500 meter                             | Femke Kok                                   | 36,83      | 16-02-2024    | Calgary        | WK afstanden      | 100m: 10,31 - (10,31) 500m: 36,83 - (26,52) |
| 1000 meter                            | Jutta Leerdam                               | 1.11,84    | 15-02-2020    | Salt Lake City | WK afstanden      | 200m: 0.17,76 - (17,76) 600m: 0.43,91 - (26,15) 1000m: 1.11,84 - (27,93) |
| 1500 meter                            | Ireen Wüst                                  | 1.50,70    | 10-03-2019    | Salt Lake City | Wereldbeker       | 300m: 0.25,16 - (25,16) 700m: 0.52,44 - (27,28) 1100m: 1.20,98 - (28,54) 1500m: 1.50,70 - (29,72) |
| 3000 meter                            | Irene Schouten                              | 3.52,89    | 03-12-2021    | Salt Lake City | Wereldbeker       | 200m: 0.19,67 - (19,67) 600m: 0.49,66 - (29,99) 1000m: 1.20,45 - (30,79) 1400m: 1.51,01 - (30,56) 1800m: 2.21,47 - (30,46) 2200m: 2.51,89 - (30,42) 2600m: 3.22,47 - (30,58) 3000m: 3.52,89 - (30,42) |
| 5000 meter                            | Irene Schouten                              | 6.41.25    | 05-03-2023    | Heerenveen     | WK Afstanden      | 200m: 0.20,17 - (20,17) 600m: 0.51,78 - (31,61) 1000m: 1.23,70 - (31,92) 1400m: 1.55,51 - (31,81) 1800m: 2.27,35 - (31,84) 2200m: 2.59,13 - (31,78) 2600m: 3.30,94 - (31,81) 3000m: 4.02,59 - (31,65) 3400m: 4.34,36 - (31,77) 3800m: 5.05,93 - (31,57) 4200m: 5.37,59 - (31,66) 4600m: 6.09,24 - (31,65) 5000m: 6.41,25 - (32,01) |
| Achtervolging (6 ronden)              | Joy Beune Marijke Groenewoud Irene Schouten | 2.51,20    | 16-02-2024    | Calgary        | WK Afstanden 2024 | 0,5: 18,87 - (18,87) 1,0: 32,65 - (13,7) 1,5: 46,14 - (13,4) 2,0: 59,72 - (13,5) 2,5: 1.13,36 - (13,6) 3,0: 1.27,05 - (13,6) 3,5: 1.40,87 - (13,8) 4,0: 1.54,75 - (13,8) 4,5: 2.08,68 - (13,9) 5,0: 2.22,80 - (14,1) 5,5: 2.36,96 - (14,1) 6,0: 2.51,20 - (14,2)                                                                   |
| Teamsprint (3 ronden)                 | Letitia de Jong Femke Kok Jutta Leerdam     | 1.24,02    | 13-02-2020    | Salt Lake City | WK Afstanden 2020 | 0,5: 17,69 - (17,6) 1,0: 30,81 - (13,1) 1,5: 43,71 - (12,9) 2,0: 56,75 - (13,0) 2,5: 1.10,09 - (13,3) 3,0: 1.24,02 - (13,9) |
| 2×500 meter                           | Femke Kok                                   | 74,445     | 27-12-2020    | Heerenveen     | WKKT 2021         | |
| (37,081 - 37,364)                     |                                             |            |               |                |                   | |
| Sprintvierkamp                        | Jorien ter Mors                             | 147,495    | 25/26-02-2017 | Calgary        | WK sprint         | |
| (37,55 - 1.12,53 - 37,39 - 1.12,58)   |                                             |            |               |                |                   | |
| Minivierkamp                          | Joy Beune                                   | 153,776    | 9/10-03-2018  | Salt Lake City | WK junioren       | |
| (38,92 - 1.55,14 - 1.15,41 - 4.08,13) |                                             |            |               |                |                   | |
| Kleine vierkamp                       | Joy Beune                                   | 157,268    | 09/10-03-2024 | Inzell         | WK allround       | |
| (39,17 - 3.55,72 - 1.52,65 - 6.52,62) |                                             |            |               |                |                   | |
| Uurrecord                             | Carien Kleibeuker                           | 40.569,68m | 09-12-2015    | Inzell         |                   | |

Officieus

De KNSB erkent geen Nederlandse records voor de 100 meter, 10.000 meter, grote vierkamp, snelste ronde en het 24-uurrecord voor vrouwen. 
 Deze records staan hier vermeld.
| Afstand                                | Schaatser           | Tijd     | Datum         | Baan            | Wedstrijd           | Rondetijden                                                              |
| -------------------------------------- | ------------------- | -------- | ------------- | --------------- | ------------------- | ------------------------------------------------------------------------ |
| 100 meter                              | Thijsje Oenema      | 10,42    | 26-12-2014    | Heerenveen      | Kerstsprinttoernooi |                                                                          |
| 10.000 meter                           | Carien Kleibeuker   | 14.35,61 | 13-03-2018    | Heerenveen      | Grote Vierkamp STW  |                                                                          |
| Grote vierkamp                         | Suzanne Hoogendoorn | 178,843  | 24/25-03-2014 | Heerenveen      | STW Wageningen      |                                                                          |
| (44,17 - 7.37,95 - 2.08,00 - 15.24,24) |                     |          |               |                 |                     |                                                                          |
| Snelste ronde                          | Jutta Leerdam       | 26,15    | 15-02-2020    | Salt Lake City  | WK Afstanden        | 200m: 0.17,76 - (17,76) 600m: 0.43,91 - (26,15) 1000m: 1.11,84 - (27,93) |
| 24 uur                                 | Marja de Ridder     | 469.594m | 01/02-03-1997 | Baselga di Pinè |                     |                                                                          |

### Mannen junioren
| Afstand                  | Schaatser                                 | Tijd     | Datum               | Baan           |
| ------------------------ | ----------------------------------------- | -------- | ------------------- | -------------- |
| 500 meter                | Jenning de Boo                            | 34,44    | 28 december 2023    | Heerenveen     |
| 1000 meter               | Jenning de Boo                            | 1.07,36  | 30 december 2023    | Heerenveen     |
| 1500 meter               | Sjoerd de Vries                           | 1.45,54  | 15 maart 2007       | Calgary        |
| 3000 meter               | Pim Cazemier                              | 3.42,16  | 18 maart 2009       | Calgary        |
| 5000 meter               | Tom Schuit                                | 6.21,96  | 14 maart 2008       | Calgary        |
| 10.000 meter             | Sven Kramer                               | 13.09,65 | 9 januari 2005      | Heerenveen     |
| Achtervolging (8 ronden) | Frank Hermans Koen Verweij Maurice Vriend | 3.53,09  | 14 maart 2010       | Moskou         |
| Teamsprint (3 ronden)    | Daan Baks Tjerk de Boer Janno Botman      | 1.21,58  | 10 maart 2018       | Salt Lake City |
| 2×500 meter              | Joep Wennemars                            | 70,890   | 27 december 2021    | Heerenveen     |
| Sprintvierkamp           | Beorn Nijenhuis                           | 139,750  | 18/19 januari 2003  | Calgary        |
| Minivierkamp             | Thomas Krol                               | 149,816  | 26/27 februari 2010 | Heerenveen     |
| Juniorenvierkamp         | Tjerk de Boer                             | 148,627  | 9/10 maart 2018     | Salt Lake City |
| Kleine vierkamp          | Berden de Vries                           | 148,070  | 21/14 maart 2008    | Calgary        |
| Grote vierkamp           | Sven Kramer                               | 151,107  | 7/9 januari 2005    | Heerenveen     |

### Vrouwen junioren
| Afstand                  | Schaatsster                           | Tijd    | Datum              | Baan           |
| ------------------------ | ------------------------------------- | ------- | ------------------ | -------------- |
| 500 meter                | Femke Kok                             | 37,45   | 14 februari 2020   | Salt Lake City |
| 1000 meter               | Joy Beune                             | 1.14,21 | 10 maart 2018      | Salt Lake City |
| 1500 meter               | Angel Daleman                         | 1.52,38 | 25 januari 2025    | Calgary        |
| 3000 meter               | Joy Beune                             | 3.59,47 | 10 maart 2018      | Salt Lake City |
| 5000 meter               | Pien Keulstra                         | 7.03,60 | 2 december 2011    | Heerenveen     |
| Achtervolging (6 ronden) | Joy Beune Elisa Dul Jutta Leerdam     | 2.59,55 | 11 maart 2018      | Salt Lake City |
| Teamsprint (3 ronden)    | Femke Beuling Joy Beune Jutta Leerdam | 1.28,40 | 25 november 2017   | Inzell         |
| 2×500 meter              | Angel Daleman                         | 75,150  | 15 februari 2015   | Heerenveen     |
| Sprintvierkamp           | Femke Kok                             | 151,995 | 25/26 januari 2020 | Heerenveen     |
| Minivierkamp             | Joy Beune                             | 153,776 | 9/10 maart 2018    | Salt Lake City |
| Kleine vierkamp          | Antoinette de Jong                    | 163,191 | 12/13 januari 2013 | Heerenveen     |

## Belgische records

### Mannen senioren
| Afstand                  | Schaatser                              | Tijd     | Datum                | Baan           |
| ------------------------ | -------------------------------------- | -------- | -------------------- | -------------- |
| 500 meter                | Mathias Vosté                          | 34,92    | 27 januari 2024      | Salt Lake City |
| 1000 meter               | Mathias Vosté                          | 1.07,46  | 28 januari 2024      | Salt Lake City |
| 1500 meter               | Bart Swings                            | 1.42,48  | 15 november 2015     | Calgary        |
| 3000 meter               | Bart Swings                            | 3.37,86  | 14 november 2020     | Heerenveen     |
| 5000 meter               | Bart Swings                            | 6.08,76  | 3 december 2021      | Salt Lake City |
| 10.000 meter             | Bart Swings                            | 12.53,86 | 25 januari 2025      | Calgary        |
| Achtervolging (8 ronden) | Indra Médard Jason Suttels Bart Swings | 3.43,38  | 27 januari 2024      | Salt Lake City |
| Sprintvierkamp           | Mathias Vosté                          | 140,305  | 28/29 februari 2020  | Hamar          |
| Minivierkamp             | Pieter Gysel                           | 150,878  | 8/9/10 augustus 2008 | Calgary        |
| Kleine vierkamp          | Bart Veldkamp                          | 151,183  | 19/20/21 maart 1999  | Calgary        |
| Grote vierkamp           | Bart Swings                            | 148,299  | 7/8 maart 2015       | Calgary        |

### Vrouwen senioren
| Afstand                  | Schaatsster                           | Tijd    | Datum               | Baan           |
| ------------------------ | ------------------------------------- | ------- | ------------------- | -------------- |
| 500 meter                | Isabelle van Elst                     | 0.38,61 | 16 december 2022    | Calgary        |
| 1000 meter               | Isabelle van Elst                     | 1.16,05 | 18 december 2022    | Calgary        |
| 1500 meter               | Jelena Peeters                        | 1.56,99 | 3 december 2017     | Calgary        |
| 3000 meter               | Jelena Peeters                        | 4.04,00 | 15 november 2013    | Salt Lake City |
| 5000 meter               | Jelena Peeters                        | 7.03,69 | 20 november 2015    | Salt Lake City |
| Achtervolging (6 ronden) | Sandrine Tas Stien Vanhoutte Anke Vos | 3.17,99 | 12 januari 2020     | Heerenveen     |
| Sprintvierkamp           | Isabelle van Elst                     | 156,475 | 6/7 januari 2023    | Hamar          |
| Minivierkamp             | Jelena Peeters                        | 170,541 | 22/23 december 2012 | Eindhoven      |
| Kleine vierkamp          | Evy September                         | 216,440 | 10/11 maart 2020    | Heerenveen     |

### Mannen junioren
| Afstand         | Schaatser             | Tijd    | Datum               | Baan     |
| --------------- | --------------------- | ------- | ------------------- | -------- |
| 500 meter       | Laurens Bergé         | 37,15   | 10 februari 2023    | Inzell   |
| 1000 meter      | Laurens Bergé         | 1.15,61 | 11 februari 2023    | Inzell   |
| 1500 meter      | Laurens Bergé         | 1.54,91 | 10 december 2023    | Inzell   |
| 3000 meter      | Jason Suttels         | 3.59,89 | 15 februari 2020    | Minsk    |
| 5000 meter      | Jason Suttels         | 6.55,08 | 19 januari 2020     | Tomaszów |
| Sprintvierkamp  | Jonathan Schildermans | 164,760 | 11/12 februari 2017 | Breda    |
| Kleine vierkamp | Benjamin Willekens    | 169,169 | 12-14 maart 2008    | Calgary  |

### Vrouwen junioren
| Afstand        | Schaatsster    | Tijd    | Datum               | Baan       |
| -------------- | -------------- | ------- | ------------------- | ---------- |
| 500 meter      | Fran Vanhoutte | 40,61   | 28 november 2021    | Inzell     |
| 1000 meter     | Fran Vanhoutte | 1.21,95 | 4 december 2021     | Inzell     |
| 1500 meter     | Fran Vanhoutte | 2.07,00 | 28 november 2021    | Inzell     |
| 3000 meter     | Nele Armée     | 4.32,34 | 29 november 2006    | Heerenveen |
| Sprintvierkamp | Anne Michiels  | 177,290 | 18/19 januari 2014  | Breda      |
| Minivierkamp   | Nele Armée     | 178,894 | 23/24 februari 2007 | Innsbruck  |